# لغة بولابية
اللغة البولابية (بالإنجليزية: Polabian language)‏ هي لغة سلافية غربية بائدة كان يتكلم بها السلاف البولابيون الذين كانوا يستوطنون المناطق الموجودة حالياً في شمالي شرق ألمانيا حوالي نهر الإلبة (باللغة السلافية Labe)، ومن هنا اشتقت تسمية اللغة، حيث أن "po Labe" تعني «على نهر الإلبه».
استخدمت هذه اللغة إلى أن انقرضت (بادت) في منتصف القرن الثامن عشر، عندما طغت عليها الألمانية الدنيا في مناطق مكلنبورغ فوربومرن ووسط براندنبورغ (Mittelmark) وشرق ساكسن أنهالت، بالإضافة إلى الأقسام الشرقية من نيدر ساكسن (سكسونيا السفلى) وشلسفيغ هولشتاين. جاورت تلك اللغة جنوباً المناطق التي يتكلم بها باللغات الصوربية في لوساتيا.
تشترك اللغة البولابية مع اللغة الكاشوبية (مع اللغة السلوفينسية أيضاً) مع اللغة البولندية أنها من فرع اللغات الليختية من اللغات السلافية الغربية.

## اقرأ أيضاً
- ونديون